# Grand Prix de Voleibol de 1998
O Grand Prix de Voleibol de 1998 foi a sexta edição do torneio feminino de voleibol organizado pela Federação Internacional FIVB. Foi diputado por oito países entre 21 de agosto e 13 de setembro. A Fase Final foi realizada em Hong Kong.
Na final, o Brasil derrotou a Rússia por 3 sets a 0 e conquistou o terceiro título. Cuba derrotou a China por 3 sets a 1 e garantiu a medalha de bronze.

## Equipes participantes
Equipes que participaram da edição 1998 do Grand Prix
- Brasil
- China
- Coreia do Sul
- Cuba
- Estados Unidos
- Itália
- Japão
- Rússia

## Primeira Rodada

### Grupo A - Macau
| Pos | Equipe | Pts | V | D | SP | SC | SA    |
| --- | ------ | --- | - | - | -- | -- | ----- |
| 1   | Rússia | 6   | 3 | 0 | 9  | 0  | MAX   |
| 2   | Itália | 5   | 2 | 1 | 6  | 6  | 1,000 |
| 3   | Japão  | 4   | 1 | 2 | 4  | 8  | 0,500 |
| 4   | Brasil | 3   | 0 | 3 | 4  | 9  | 0,444 |

PTS - pontos, J - jogos, V - vitórias, D - derrotas, SP - sets pró, SC - sets contra, SA - set average
| Data  | Jogo   | Jogo | Jogo   | Parciais | Parciais | Parciais | Parciais | Parciais |
| Data  | Jogo   | Jogo | Jogo   | 1        | 2        | 3        | 4        | 5        |
| ----- | ------ | ---- | ------ | -------- | -------- | -------- | -------- | -------- |
| 21/08 | Rússia | 3-0  | Japão  | 15-6     | 15-8     | 15-10    | -        | -        |
| 21/08 | Brasil | 2-3  | Itália | 13-15    | 11-15    | 15-2     | 15-12    | 13-15    |
| 22/08 | Itália | 0-3  | Rússia | 11-15    | 10-15    | 8-15     | -        | -        |
| 22/08 | Japão  | 3-2  | Brasil | 9-15     | 8-15     | 15-6     | 15-10    | 15-13    |
| 23/08 | Itália | 3-1  | Japão  | 8-15     | 15-3     | 16-14    | 16-14    | -        |
| 23/08 | Rússia | 3-0  | Brasil | 15-13    | 15-7     | 15-9     | -        | -        |

### Grupo B - Chongqing
| Pos | Equipe         | Pts | V | D | SP | SC | SA    |
| --- | -------------- | --- | - | - | -- | -- | ----- |
| 1   | Cuba           | 6   | 3 | 0 | 9  | 0  | MAX   |
| 2   | China          | 5   | 2 | 1 | 6  | 3  | 2,000 |
| 3   | Coreia do Sul  | 4   | 1 | 2 | 3  | 7  | 0,428 |
| 4   | Estados Unidos | 3   | 0 | 3 | 1  | 9  | 0,111 |

PTS - pontos, J - jogos, V - vitórias, D - derrotas, SP - sets pró, SC - sets contra, SA - set average
| Data  | Jogo           | Jogo | Jogo           | Parciais | Parciais | Parciais | Parciais | Parciais |
| Data  | Jogo           | Jogo | Jogo           | 1        | 2        | 3        | 4        | 5        |
| ----- | -------------- | ---- | -------------- | -------- | -------- | -------- | -------- | -------- |
| 21/08 | Estados Unidos | 0-3  | Cuba           | 6-15     | 8-15     | 6-15     | -        | -        |
| 21/08 | Coréia do Sul  | 0-3  | China          | 15-17    | 13-15    | 5-15     | -        | -        |
| 22/08 | Cuba           | 3-0  | Coréia do Sul  | 15-8     | 15-11    | 15-12    | -        | -        |
| 22/08 | China          | 3-0  | Estados Unidos | 15-6     | 15-8     | 15-9     | -        | -        |
| 6/08  | Coréia do Sul  | 3-1  | Estados Unidos | 8-15     | 15-12    | 15-7     | 15-6     | -        |
| 6/08  | Cuba           | 3-0  | China          | 15-10    | 16-14    | 15-13    | -        | -        |

## Segunda Rodada

### Grupo C - Fong Shan
| Pos | Equipe        | Pts | V | D | SP | SC | SA    |
| --- | ------------- | --- | - | - | -- | -- | ----- |
| 1   | Brasil        | 6   | 3 | 0 | 9  | 3  | 3,000 |
| 2   | Cuba          | 5   | 2 | 1 | 7  | 3  | 2,333 |
| 3   | Coreia do Sul | 4   | 1 | 2 | 5  | 8  | 0,625 |
| 4   | Japão         | 3   | 0 | 3 | 2  | 9  | 0,222 |

PTS - pontos, J - jogos, V - vitórias, D - derrotas, SP - sets pró, SC - sets contra, SA - set average
| Data  | Jogo          | Jogo | Jogo          | Parciais | Parciais | Parciais | Parciais | Parciais |
| Data  | Jogo          | Jogo | Jogo          | 1        | 2        | 3        | 4        | 5        |
| ----- | ------------- | ---- | ------------- | -------- | -------- | -------- | -------- | -------- |
| 28/08 | Coréia do Sul | 0-3  | Cuba          | 14-16    | 10-15    | 5-15     | -        | -        |
| 28/08 | Japão         | 0-3  | Brasil        | 3-15     | 4-15     | 8-15     | -        | -        |
| 29/08 | Cuba          | 3-0  | Japão         | 15-10    | 15-9     | 15-7     | -        | -        |
| 29/08 | Brasil        | 3-2  | Coréia do Sul | 13-15    | 15-8     | 12-15    | 15-7     | 15-6     |
| 30/08 | Coréia do Sul | 3-2  | Japão         | 8-15     | 15-7     | 17-15    | 14-16    | 15-12    |
| 30/08 | Brasil        | 3-1  | Cuba          | 15-9     | 11-15    | 15-10    | 15-6     | -        |

### Grupo D - Bangkok
| Pos | Equipe         | Pts | V | D | SP | SC | SA    |
| --- | -------------- | --- | - | - | -- | -- | ----- |
| 1   | China          | 6   | 3 | 0 | 9  | 2  | 4,500 |
| 2   | Rússia         | 5   | 2 | 1 | 7  | 5  | 1,400 |
| 3   | Itália         | 4   | 1 | 2 | 4  | 7  | 0,571 |
| 4   | Estados Unidos | 3   | 0 | 3 | 3  | 9  | 0,333 |

PTS - pontos, J - jogos, V - vitórias, D - derrotas, SP - sets pró, SC - sets contra, SA - set average
| Data  | Jogo           | Jogo | Jogo           | Parciais | Parciais | Parciais | Parciais | Parciais |
| Data  | Jogo           | Jogo | Jogo           | 1        | 2        | 3        | 4        | 5        |
| ----- | -------------- | ---- | -------------- | -------- | -------- | -------- | -------- | -------- |
| 28/08 | Itália         | 0-3  | Rússia         | 12-15    | 9-15     | 10-15    | -        | -        |
| 28/08 | Estados Unidos | 0-3  | China          | 2-15     | 4-15     | 5-15     | -        | -        |
| 29/08 | Rússia         | 3-2  | Estados Unidos | 13-15    | 15-11    | 15-6     | 8-15     | 15-11    |
| 29/08 | China          | 3-1  | Itália         | 15-10    | 15-13    | 13-15    | 15-7     | -        |
| 30/08 | Itália         | 3-1  | Estados Unidos | 7-15     | 15-13    | 15-13    | 15-7     | -        |
| 30/08 | China          | 3-1  | Rússia         | 5-15     | 15-7     | 15-10    | 15-12    | -        |

## Terceira Rodada

### Grupo E - Chennai
| Pos | Equipe        | Pts | V | D | SP | SC | SA    |
| --- | ------------- | --- | - | - | -- | -- | ----- |
| 1   | Cuba          | 6   | 3 | 0 | 9  | 3  | 3,000 |
| 2   | Rússia        | 5   | 2 | 1 | 8  | 4  | 2,000 |
| 3   | Itália        | 4   | 1 | 2 | 4  | 8  | 0,500 |
| 4   | Coreia do Sul | 3   | 0 | 3 | 3  | 9  | 0,333 |

PTS - pontos, J - jogos, V - vitórias, D - derrotas, SP - sets pró, SC - sets contra, SA - set average
| Data | Jogo          | Jogo | Jogo          | Parciais | Parciais | Parciais | Parciais | Parciais |
| Data | Jogo          | Jogo | Jogo          | 1        | 2        | 3        | 4        | 5        |
| ---- | ------------- | ---- | ------------- | -------- | -------- | -------- | -------- | -------- |
| 4/09 | Coréia do Sul | 1-3  | Rússia        | 9-15     | 14-16    | 15-12    | 8-15     | -        |
| 4/09 | Itália        | 1-3  | Cuba          | 14-16    | 9-15     | 15-10    | 10-15    | -        |
| 5/09 | Cuba          | 3-0  | Coréia do Sul | 15-5     | 15-2     | 15-5     | -        | -        |
| 5/09 | Rússia        | 3-0  | Itália        | 15-7     | 15-7     | 15-10    | -        | -        |
| 6/09 | Itália        | 3-2  | Coréia do Sul | 13-15    | 15-8     | 6-15     | 15-12    | 15-10    |
| 6/09 | Cuba          | 3-2  | Rússia        | 8-15     | 15-4     | 15-12    | 3-15     | 15-13    |

### Grupo F - Xangai
| Pos | Equipe         | Pts | V | D | SP | SC | SA    |
| --- | -------------- | --- | - | - | -- | -- | ----- |
| 1   | Brasil         | 6   | 3 | 0 | 9  | 0  | MAX   |
| 2   | China          | 5   | 2 | 1 | 6  | 4  | 1,500 |
| 3   | Japão          | 4   | 1 | 2 | 4  | 6  | 0,666 |
| 4   | Estados Unidos | 3   | 0 | 3 | 0  | 9  | 0     |

PTS - pontos, J - jogos, V - vitórias, D - derrotas, SP - sets pró, SC - sets contra, SA - set average
| Data | Jogo   | Jogo | Jogo           | Parciais | Parciais | Parciais | Parciais | Parciais |
| Data | Jogo   | Jogo | Jogo           | 1        | 2        | 3        | 4        | 5        |
| ---- | ------ | ---- | -------------- | -------- | -------- | -------- | -------- | -------- |
| 4/09 | China  | 3-1  | Japão          | 11-15    | 15-7     | 15-2     | 15-6     | -        |
| 4/09 | Brasil | 3-0  | Estados Unidos | 15-6     | 15-7     | 15-6     | -        | -        |
| 5/09 | Brasil | 3-0  | Japão          | 15-3     | 15-12    | 15-6     | -        | -        |
| 5/09 | China  | 3-0  | Estados Unidos | 15-8     | 15-1     | 15-3     | -        | -        |
| 6/09 | Japão  | 3-0  | Estados Unidos | 15-5     | 15-12    | 15-7     | -        | -        |
| 6/09 | Brasil | 3-0  | China          | 15-6     | 15-8     | 15-13    | -        | -        |

## Classificação da Primeira Fase
|    | Equipes        | Pts | J | V | D | SP | SC | SA    |
| -- | -------------- | --- | - | - | - | -- | -- | ----- |
| 1. | Cuba           | 17  | 9 | 8 | 1 | 25 | 6  | 4,166 |
| 2. | Rússia         | 16  | 9 | 7 | 2 | 24 | 9  | 2,666 |
| 3. | China          | 16  | 9 | 7 | 2 | 21 | 9  | 2,333 |
| 4. | Brasil         | 15  | 9 | 6 | 3 | 22 | 12 | 1,833 |
| 5. | Itália         | 13  | 9 | 4 | 5 | 14 | 21 | 0,666 |
| 6. | Coreia do Sul  | 11  | 9 | 2 | 7 | 11 | 24 | 0,458 |
| 7. | Japão          | 11  | 9 | 2 | 7 | 10 | 23 | 0,435 |
| 8. | Estados Unidos | 9   | 9 | 0 | 9 | 4  | 27 | 0,148 |

## Fase final
A fase final do Grand Prix 1998 foi disputada em Hong Kong entre os dias 12/09 e 13/09.

### Semi Finais
| Data  | Jogo   | Jogo | Jogo  | Parciais | Parciais | Parciais | Parciais | Parciais |
| Data  | Jogo   | Jogo | Jogo  | 1        | 2        | 3        | 4        | 5        |
| ----- | ------ | ---- | ----- | -------- | -------- | -------- | -------- | -------- |
| 12/09 | Brasil | 3-1  | Cuba  | 15-6     | 17-16    | 11-15    | 17-15    | -        |
| 12/09 | Rússia | 3-2  | China | 4-15     | 15-11    | 15-13    | 10-15    | 15-13    |

### Disputa de 3º lugar
| Data  | Jogo | Jogo | Jogo  | Parciais | Parciais | Parciais | Parciais | Parciais |
| Data  | Jogo | Jogo | Jogo  | 1        | 2        | 3        | 4        | 5        |
| ----- | ---- | ---- | ----- | -------- | -------- | -------- | -------- | -------- |
| 13/09 | Cuba | 3-1  | China | 3-15     | 15-8     | 15-9     | 15-7     | -        |

### Final
| Data  | Jogo   | Jogo | Jogo   | Parciais | Parciais | Parciais | Parciais | Parciais |
| Data  | Jogo   | Jogo | Jogo   | 1        | 2        | 3        | 4        | 5        |
| ----- | ------ | ---- | ------ | -------- | -------- | -------- | -------- | -------- |
| 13/09 | Brasil | 3-0  | Rússia | 15-11    | 15-13    | 15-9     | -        | -        |

## Prêmios individuais
| MVP (Most Valuable Player) | Leila Barros     | Brasil |
| Melhor bloqueio            | Ana Paula Henkel | Brasil |
| Melhor saque               | Raquel da Silva  | Brasil |
| Maior pontuadora           | Ana Paula Henkel | Brasil |

## Classificação Final
| #      | Equipe         |
| ------ | -------------- |
| Gold   | Brasil         |
| Silver | Rússia         |
| Bronze | Cuba           |
| 4.     | China          |
| 5.     | Itália         |
| 6.     | Coreia do Sul  |
| 7.     | Japão          |
| 8.     | Estados Unidos |